# Simcoe-Sud
Pour les articles homonymes, voir Simcoe (homonymie).
Simcoe-Sud fut une circonscription électorale fédérale de l'Ontario, représentée de 1867 à 1925 et de 1979 à 1988.
C'est l'Acte de l'Amérique du Nord britannique de 1867 qui divisa le comté de Simcoe en deux districts électoraux, Simcoe-Nord et Simcoe Sud. Abolie en 1924, elle fut incorporée à Dufferin—Simcoe.
La circonscription réapparut en 1976 avec des parties de Grey—Simcoe, Peel—Dufferin—Simcoe et York—Simcoe. De nouveau abolie en 1987, elle fut redistribuée parmi Simcoe-Centre, Simcoe-Nord et York—Simcoe.

## Géographie
En 1867, la circonscription de Simcoe-Sud comprenait:
- Les cantons de West Gwillimbury, Tecumseh, Innisfil, Essa, Tossorontio et Mulmur
- Le village de Bradford

En 1903, elle comprenait:
- Les cantons d'Adjala, Esse, Gwillimbury West, Innisfil, Tecumseh et Tossorontio
- Les villes d'Alliston et de Barrie
- Les villages de Beeton, Bradford et Tottenham

En 1976, elle comprenait:
- La ville de Barrie
- Les cantons d'Essa, Flos, Innisfil, Tecumseh, Vespra et West Gwillimbury, excluant les villes d'Alliston et de Wasaga Beach

## Députés
1867 - 1924
1. 1867-1882 — William Carruthers Little, L-C
2. 1882-1900 — Richard Tyrwhitt, CON
3. 1900-1912 — Haughton Lennox, CON
4. 1912-1924 — William Alves Boys, CON

1979 - 1988
1. 1979-1988 — Ronald Alexander Stewart, PC

- CON = Parti conservateur du Canada (ancien)
- PC = Parti progressiste-conservateur